# Ditak
Ditak (en arménien Դիտակ)  est une communauté rurale du marz d'Ararat en Arménie (région d'Artachat), fondée en 1927 par des immigrants venus de Van. Elle est située à 15 km au sud d'Erevan et à 15 km de la ville d'Artachat. En 2008, elle compte 749 habitants.